# De laatste minnaar
De laatste minnaar is een hoorspel van André Kuyten. De NCRV zond het uit op vrijdag 22 november 1968. De regisseur was Johan Wolder. De uitzending duurde 37 minuten.

## Rolbezetting
- Hans Karsenbarg, Tonny Foletta, Frans Somers, Paul Deen, Dogi Rugani, Alex Faassen sr., Cees van Ooyen & Carla Kriek (in de treinscènes)
- Els Buitendijk (de vrouw)
- Erik Plooyer (de man)
- Tine Medema (de moeder)
- Jan Borkus [de leraar] & Martin Simonis [de leerling] (in de museumscène)
- Paul van der Lek (de gevangene)
- Han König (de cipier)
- Dick Scheffer (de dichter)

## Inhoud
Dit hoorspel speelt voornamelijk in een trein. De reizigers ontdekken dat zij elk denken in een andere trein te zitten en horen van de conducteur dat deze trein speciaal is ingezet. Hij stopt nergens en heeft geen noodrem. De reizigers moeten hun bestemming aan de conducteur meedelen. De treinscènes worden afgewisseld met scènes uit een gelukkig huwelijk, stukken conversatie tussen een leraar en een leerling die een historisch museum bezoeken, gesprekken tussen moeder en dochter, tussen een gevangene die zijn geliefde doodstak en een cipier, en het geschrijf van een schrijvende schrijver… (Ineke Bulte)